# Fray Bartolomé de las Casas
Fray Bartolomé de las Casas é uma cidade da Guatemala do departamento de Alta Verapaz.